# Guy Gaucher
Guy Gaucher, né le 5 mars 1930 à Tournan-en-Brie et mort le 3 juillet 2014 à Carpentras, est un prêtre carme français, évêque de Meaux puis évêque auxiliaire de Bayeux et Lisieux. Il est connu également comme écrivain spirituel et grand connaisseur de la figure et spiritualité de sainte Thérèse de Lisieux.

## Biographie
Ordonné prêtre le 17 mars 1963, il fait profession religieuse dans l'ordre des Carmes déchaux le 3 octobre 1968.
Nommé évêque de Meaux le 27 août 1986, il est consacré le 19 octobre suivant par l'archevêque de Paris, le cardinal Jean-Marie Lustiger.
Quelques mois plus tard, le 7 mai 1987, il est nommé évêque auxiliaire de Bayeux-Lisieux en résidence à Lisieux. Il reste à ce poste jusqu'au 1er juillet 2005 date à laquelle il se retire, ayant atteint la limite d'âge. Il passe le reste de sa vie au couvent des carmes de Lisieux puis à l’Institut Notre-Dame de Vie de Vénasque, dans le Vaucluse. C'est à Carpentras qu'il meurt le 3 juillet 2014 à l'âge de 84 ans. Ses obsèques sont célébrées le 10 juillet suivant dans la basilique de Lisieux suivi de son inhumation dans le caveau de l'ordre des Carmes Déchaux au cimetière de Lisieux.

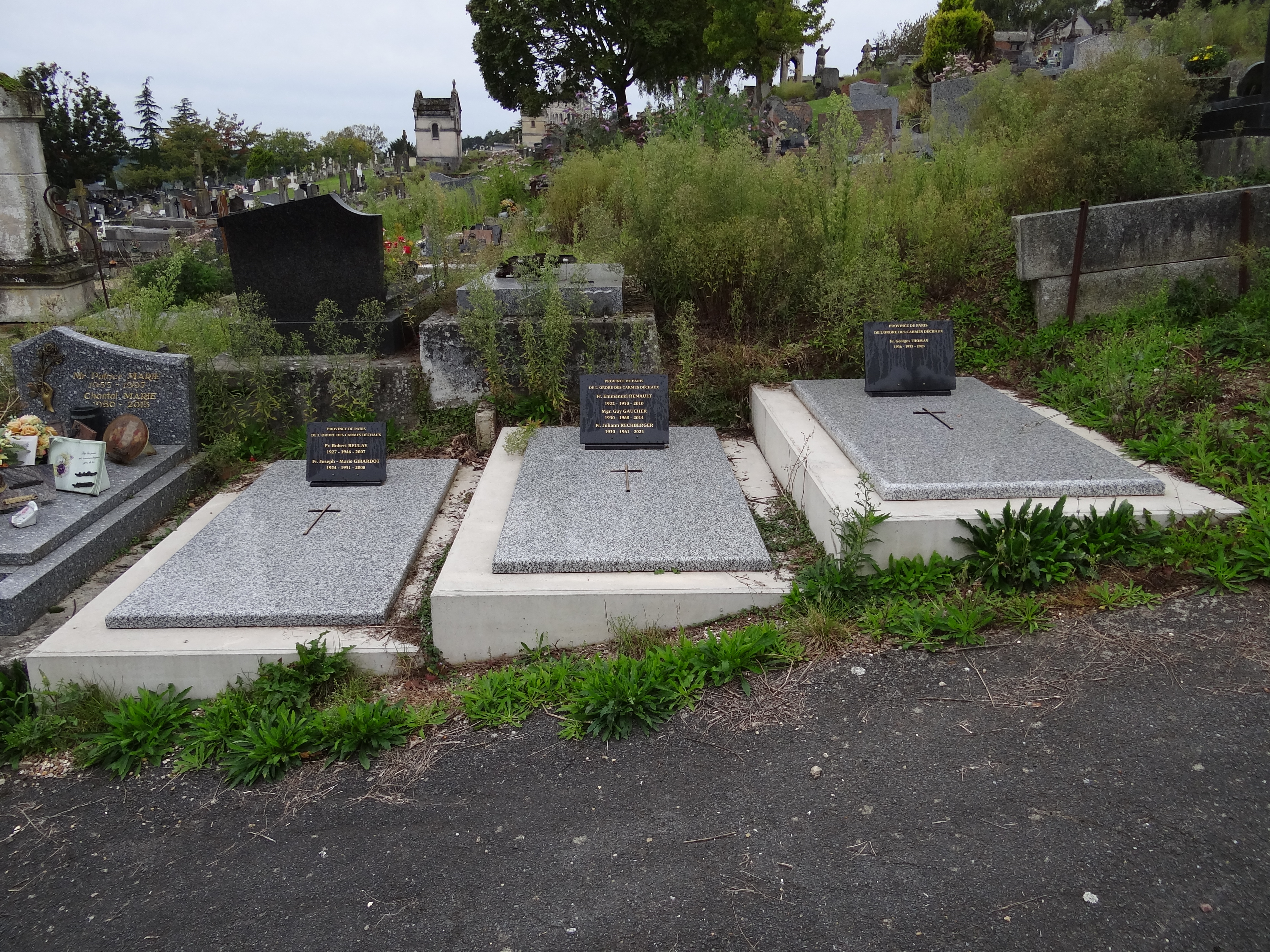
La tombe de Guy Gaucher au cimetière de Lisieux (Calvados).

D'abord spécialiste de Bernanos, il a consacré son œuvre à la figure et aux écrits de sainte Thérèse de l'Enfant-Jésus. Parmi ses nombreux travaux éditoriaux, il a notamment participé à l'Édition du Centenaire des Œuvres de sainte Thérèse. Il fonde avec Pierre Descouvemont, Conrad de Meester et Bernard Bro des séminaires de conférences thérésiennes.

## Ouvrages
- Sainte Thérèse de Lisieux (1873-1897), août 2010, Éditions du Cerf
- Tout est grâce Retraite avec Georges Bernanos dans la lumière de sainte Thérèse de Lisieux, mai 2009, Éditions du Cerf
- La Vie du Père Marie-Eugène de l'Enfant-Jésus Henri Grialou (1894-1967) « Je veux voir Dieu » mars 2007, Éditions du Cerf
- « Je voudrais parcourir la terre… »Thérèse de Lisieux thaumaturge, docteur et missionnaire octobre 2003, Éditions du Cerf
- Histoire d'une vie : Thérèse Martin (1873-1897) Sœur Thérèse de l'Enfant-Jésus de la Sainte-Face février 2002, Éditions du Cerf
- « Histoire d'une âme » de Thérèse de Lisieux juin 2000, Éditions du Cerf
- Jean et Thérèse L'influence de saint Jean de la Croix dans la vie et les écrits de sainte Thérèse de Lisieux septembre 1996, Éditions du Cerf
- Georges Bernanos ou l'invincible espérance, mars 1994 Éditions du Cerf
- La Passion de Thérèse de Lisieux. 1972, réédition en 1993, Éditions du Cerf - Desclée De Brouwer.
- Sainte Thérèse de Lisieux septembre 1992, Éditions du Cerf
- Histoire d'une vie : Thérèse Martin. 1982, Paris, Éditions du Cerf, rééd. revue et corrigée en 1993.
- Collectif, Édition du Centenaire, édition critique des œuvres de Thérèse de Lisieux, Ed. du Cerf/Desclée de Brouwer, 1971-1992

Ouvrages en collaboration
- La Vie Spirituelle no 790, Catherine de Sienne, Docteur de l'Église, Contribution : Trois femmes Docteurs de l'Église (2010)
- Les Nouveaux courants charismatiques, Approches, discernement, perspectives, Conférence des Évêques de France (2010)
- Correspondance familiale (1863-1888), Louis et Zélie Martin (préface, 2009)
- Les Cahiers d'école (1877-1888), Thérèse de Lisieux (2008)
- Le Réalisme spirituel de Thérèse de Lisieux, Victor Sion (préface, 2008)
- Lettres à mes frères prêtres, Thérèse de Lisieux (2003)
- Thérèse de Lisieux et son prochain, Pierre Descouvemont (préface, 2003)
- Monseigneur Charles, aumônier de la Sorbonne (1944-1959), Samuel Pruvot (préface, 2002)
- La Vie Spirituelle no 741, Lectio divina (2)
- La Bible avec Thérèse de Lisieux (2001)
- Un phare dans la nuit, sauvetage avec Thérèse de Lisieux, André Pighiera (préface, 2000)
- La Science de l'amour divin, Lettre apostolique « Divini Amoris Scientia » et textes officiels pour la proclamation de sainte Thérèse de Lisieux, Docteur de l'Église universelle, précédés de l'Histoire du Doctorat, Jean-Paul II (1998)
- Thérèse de Lisieux, carmélite, La Règle, la Liberté et l'Amour, Emmanuel Renault (préface, 1998)
- Les Musiques de Thérèse, Carmel de Lisieux (introduction, 1997)
- Thérèse de Lisieux, un écho du cœur de Dieu, film documentaire, Jean-Daniel Jolly Monge (1997)
- Prier dans les villes (1994)
- Mère Agnès de Jésus, Pauline Martin, sœur aînée et « petite Mère » de sainte Thérèse de l'Enfant-Jésus, Jean Vinatier (préface, 1993)
- La Relation du martyre des seize carmélites de Compiègne aux sources de Bernanos et de Gertrud von Le Fort, Marie de l'Incarnation (préface, 1993)
- Prières, l'offrande à l'Amour Miséricordieux, Thérèse de Lisieux (préface, 1988)
- L'Épreuve de la foi, le combat de Thérèse de Lisieux avril 1896 - 30 septembre 1897, Emmanuel Renault (préface, 1974)